# Yu Sun-bok
Yu Sun-bok (* 2. August 1970) ist eine ehemalige nordkoreanische Tischtennisspielerin, die in den 1990er Jahren Mannschaftsweltmeister wurde und bei Olympischen Spielen 1992 Bronze im Doppel gewann.

## Werdegang
Yu Sun-boks erster internationaler Erfolg war der Gewinn der Jugend-Asienmeisterschaft 1987 mit der nordkoreanischen Mannschaft. 1989 siegte sie bei den Erwachsenen im Einzel des Asian-Cups, ein Jahr später erreichte sie mit dem Damenteam bei der Asienmeisterschaft das Endspiel.
Dreimal wurde sie für Weltmeisterschaften nominiert, nämlich 1989, 1991 und 1993. Dabei gehörte sie 1991 dem gesamtkoreanischen Damenteam an, das Weltmeister wurde. 1993 holte sie mit der nordkoreanischen Mannschaft Silber und im Mixed mit Sung Il Li Bronze. Im gleichen Jahr wurde sie bei den Asiatischen Ranglistenspielen TOP8 Dritte.
1992 qualifizierte sie sich für die Teilnahme an den Olympischen Spielen, wo sie im Einzel ins Viertelfinale gelangte und im Doppel mit Li Bun Hui nach der Halbfinal-Niederlage gegen die Chinesinnen Chen Zihe/Gao Jun die Bronzemedaille gewann.
In der ITTF-Weltrangliste wurde Yu Sun-bok Ende 1992 und Ende 1993 auf Platz neun geführt.

## Turnierergebnisse
| Verband | Veranstaltung                      | Jahr | Ort                    | Land | Einzel        | Doppel        | Mixed         | Team |
| ------- | ---------------------------------- | ---- | ---------------------- | ---- | ------------- | ------------- | ------------- | ---- |
| PRK     | Asienmeisterschaft ATTU            | 1992 | New Delhi              | IND  |               | Halbfinale    |               |      |
| PRK     | Asienmeisterschaft ATTU            | 1990 | Kuala Lumpur           | MAS  | letzte 16     | Viertelfinale | Halbfinale    | 2    |
| PRK     | Asian Cup                          | 1991 | Dhaka                  | BAN  | Halbfinale    |               |               |      |
| PRK     | Asian Cup                          | 1989 | Peking                 | CHN  | 1             |               |               |      |
| PRK     | Asienspiele                        | 1990 | Peking                 | CHN  | letzte 16     | Halbfinale    |               |      |
| PRK     | Asienmeisterschaft ATTU (Junioren) | 1987 | Kediri                 | INA  |               |               |               | 1    |
| PRK     | ASIA-TOP8                          | 1993 | Huangshi City          | CHN  | 3             |               |               |      |
| PRK     | Olympische Spiele                  | 1992 | Barcelona              | ESP  | Viertelfinale | Bronze        |               |      |
| PRK     | Weltmeisterschaft                  | 1993 | Göteborg               | SWE  | letzte 16     | Viertelfinale | Halbfinale    | 2    |
| KOU     | Weltmeisterschaft                  | 1991 | Chiba City             | JPN  | letzte 16     | Viertelfinale | letzte 32     | 1    |
| PRK     | Weltmeisterschaft                  | 1989 | Dortmund               | FRG  | letzte 32     | letzte 16     | Viertelfinale | 5    |
| PRK     | WTC-World Team Cup                 | 1991 | Barcelona              | ESP  |               |               |               | 3    |
| PRK     | WTC-World Team Cup                 | 1990 | Hokkaido, Aomori, Niig | JPN  |               |               |               | 2    |